# RT Features
RT Features è una casa di produzione cinematografica brasiliana fondata a San Paolo nel 2005, nota principalmente per le sue sortite nel cinema indipendente statunitense.

## Storia
L'azienda è stata fondata nel 2005 a San Paolo dal produttore brasiliano Rodrigo Teixeira.
L'azienda si fa notare per la prima volta a livello internazionale nel 2012, producendo il film indipendente statunitense Frances Ha, per la regia di Noah Baumbach. Ad esso seguono altri successi del circuito indipendente come l'horror The Witch, che incassa 41 milioni di dollari in tutto il mondo, e il film di Gaspar Noé Love, presentato in concorso al Festival di Cannes 2015. Tra gli altri registi internazionali di cui produce diversi film ci sono Ira Sachs e Kelly Reichardt.
Nel 2017 la RT raggiunge il suo maggior successo fino ad allora, producendo il dramma sentimentale indipendente di Luca Guadagnino Chiamami col tuo nome, che incassa oltre 40 milioni nel mondo e ottiene un'accoglienza entusiastica da parte della critica, venendo candidato all'Oscar per il miglior film. Lo stesso anno producono anche Patti Cake$ e A Ciambra, che viene proposto dall'Italia per l'Oscar al miglior film straniero.
Nel 2019, tre film della RT hanno concorso nella selezione ufficiale del 72º Festival di Cannes: Port Authority, frutto della collaborazione con la Sikelia Productions volta a promuovere le opere seconde di giovani registi, l'horror The Lighthouse, che ottiene una candidatura agli Oscar l'anno seguente, e La vita invisibile di Eurídice Gusmão, proposta brasiliana per l'Oscar al miglior film internazionale. Lo stesso anno, la RT vede presentati in concorso alla 76ª Mostra internazionale d'arte cinematografica di Venezia altri due suoi film, Wasp Network di Olivier Assayas e il blockbuster fantascientifico Ad Astra, che segna la loro prima produzione hollywoodiana. Quest'ultimo diventa anche il miglior risultato commerciale dell'azienda, incassando 132 milioni di dollari a livello globale.
Sempre nel 2019, la RT lancia una propria filiale di produzione televisiva, in collaborazione con Anonymous Content.

## Filmografia

### Cinema
- O cheiro do ralo, regia di Heitor Dhalia (2006)
- Natimorto, regia di Paulo Machline (2007)
- B1, regia di Felipe Braga e Eduardo Hunter Moura - documentario (2009)
- Vale dos esquecidos, regia di Maria Raduan - documentario (2010)
- O abismo prateado, regia di Karim Aïnouz (2011)
- Heleno: O príncipe maldito, regia di José Henrique Fonseca (2011)
- Frances Ha, regia di Noah Baumbach (2012)
- O Gorila, regia di José Eduardo Belmonte (2012)
- Night Moves, regia di Kelly Reichardt (2013)
- I toni dell'amore (Love Is Strange), regia di Ira Sachs (2014)
- Quando eu era vivo, regia di Marco Dutra (2014)
- Alemão, regia di José Eduardo Belmonte (2014)
- Tim Maia, regia di Mauro Lima (2014)
- The Witch, regia di Robert Eggers (2015)
- Mistress America, regia di Noah Baumbach (2015)
- Love, regia di Gaspar Noé (2015)
- Indignazione (Indignation), regia di James Schamus (2016)
- Little Men, regia di Ira Sachs (2016)
- El auge del humano, regia di Eduardo Williams (2016)
- O silêncio do céu, regia di Marco Dutra (2016)
- O filho eterno, regia di Paulo Machline (2016)
- Chiamami col tuo nome (Call Me By Your Name), regia di Luca Guadagnino (2017)
- Patti Cake$, regia di Geremy Jasper (2017)
- A Ciambra, regia di Jonas Carpignano (2017)
- O animal cordial, regia di Gabriela Amaral (2017)
- Severina, regia di Felipe Hirsch (2017)
- Skate Kitchen, regia di Crystal Moselle (2018)
- Tarde para morir joven, regia di Dominga Sotomayor Castillo (2018)
- A sombra do pai, regia di Gabriela Amaral (2018)
- Yes, God, Yes, regia di Karen Maine (2019)
- Port Authority, regia di Danielle Lessovitz (2019)
- The Lighthouse, regia di Robert Eggers (2019)
- La vita invisibile di Eurídice Gusmão (A vida invisível), regia di Karim Aïnouz (2019)
- Ad Astra, regia di James Gray (2019)
- Wasp Network, regia di Olivier Assayas (2019)
- Beckett, regia di Ferdinando Cito Filomarino (2021)
- Armageddon Time - Il tempo dell'apocalisse (Armageddon Time), regia di James Gray (2022)
- Io sono ancora qui (Ainda estou aqui), regia di Walter Salles (2024)

### Televisione
- O hipnotizador – serie TV, 16 episodi (2015-2017)